# Rohrberg (Eichsfeld)
Rohrberg is een gemeente in de Duitse deelstaat Thüringen, en maakt deel uit van de Landkreis Eichsfeld.
Rohrberg telt 234 inwoners.
Rohrberg is een van oorsprong Hoogduits sprekende plaats, en ligt aan de Uerdinger Linie. Er wonen ca. 250 mensen in Rohrberg (2004).